# Barocco (film, 1925)
Pour les articles homonymes, voir Barocco.
Pour plus de détails, voir Fiche technique et Distribution.
Barocco est un film muet français réalisé par Charles Burguet, sorti en 1925.

## Fiche technique
- Titre : Barocco
- Réalisation : Charles Burguet
- Scénario : Georges André-Cuel
- Pays d'origine : France
- Format : Noir et blanc — 35 mm — 1,33:1 — Muet
- Genre : Film d'aventure
- Date de sortie : 1925

## Distribution
- Nilda Duplessy : Gisèle
- Jean Angelo : Jean de Kerauden
- Charles Vanel : Barocco
- Suzy Vernon : Enid Hanseley
- Camille Bardou : Le professeur Latouche
- Maurice Luguet : Aucagne
- Paul Franceschi : Gunther
- Berthe Jalabert : Georgina
- Charles Burguet : M. Hanseley